# Dam (Amsterdam)

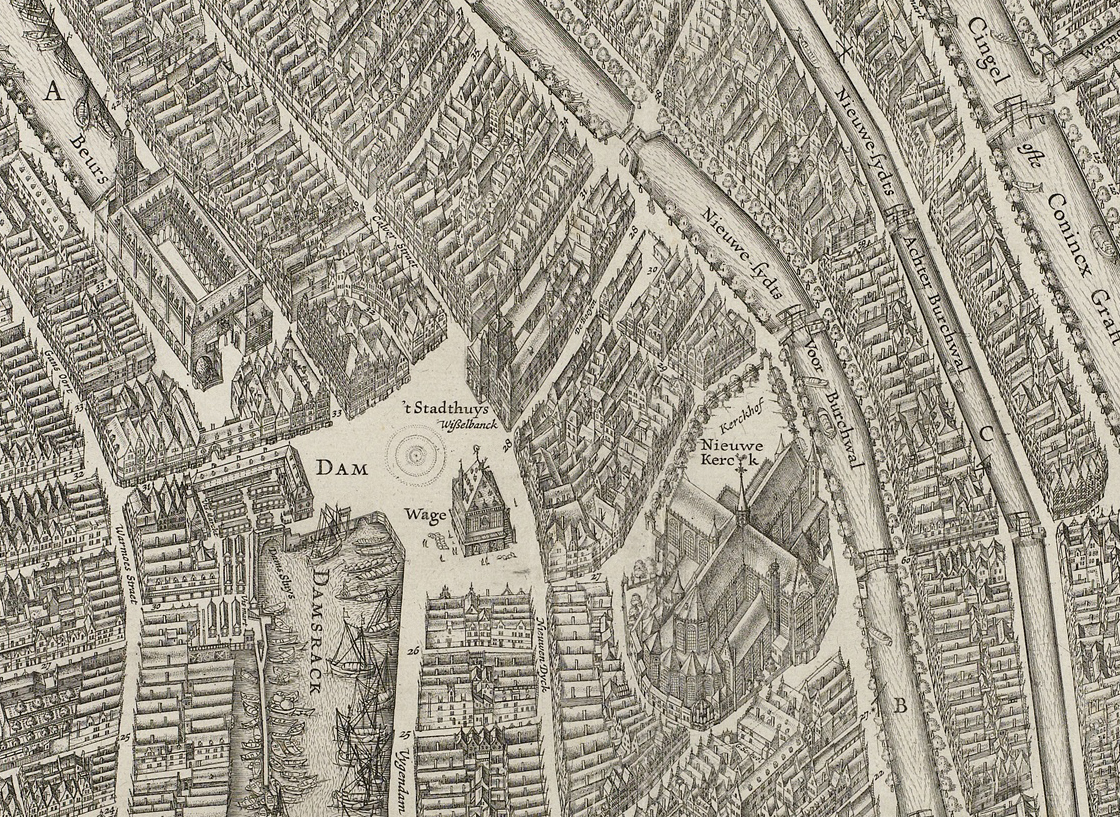
De Dam in de Amstel tussen Damrak en Rokin. In het midden de Waag, detail van de kaart van Balthasar Florisz. van Berckenrode uit 1625.

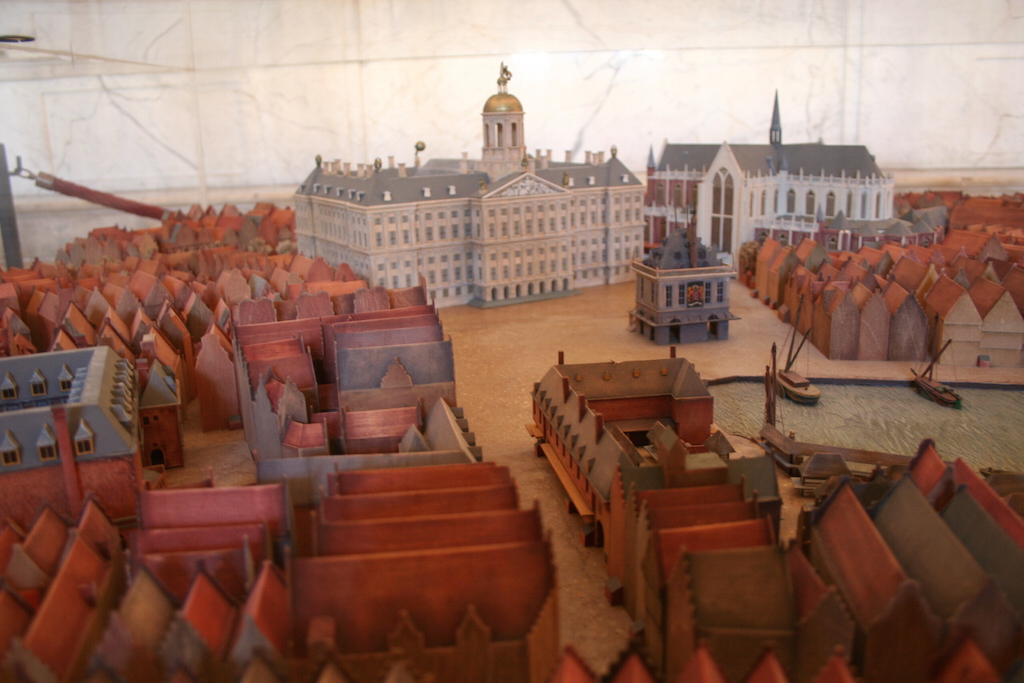
Maquette van de Dam met het stadhuis, de Waag, de Nieuwe Kerk en op de voorgrond de Vismarkt. Rechts het water van het Damrak. Geëxposeerd in het Paleis op de Dam; 2005.

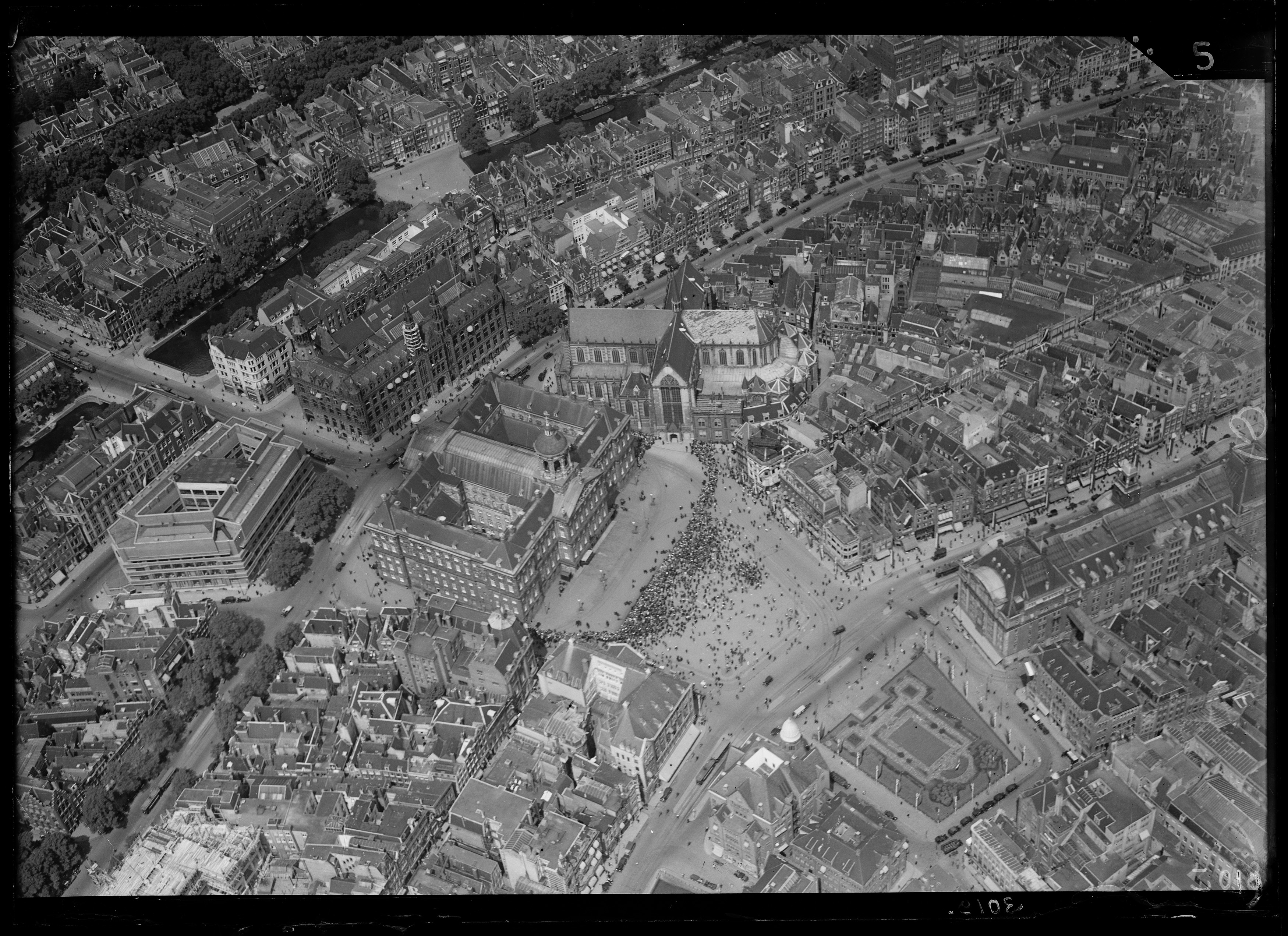
Luchtfoto van de Dam gezien naar het noordwesten. In het midden het Paleis op de Dam en de Nieuwe Kerk. Rechts van het Damplein het Damplantsoen (hier staat nu het Nationaal Monument); circa 1930. Luchtvaartafdeeling, 1920-1940.

De Dam is een plein in het centrum van Amsterdam. Het is het historische hart van de stad en de locatie van veel evenementen van nationale betekenis. Aan en op de Dam staan het Koninklijk Paleis, de Nieuwe Kerk en het Nationaal Monument, waar de jaarlijkse Nationale Dodenherdenking wordt gehouden.

## Ligging en omschrijving
De Dam ligt ongeveer 750 meter ten zuiden van het Centraal Station. Het plein is rechthoekig, van noord naar zuid ongeveer 100 meter breed en van west naar oost ongeveer 200 meter lang. De Dam verbindt de straten Damrak en Rokin, die van het Centraal Station naar het Muntplein lopen. Op de Dam komen ook bekende straten uit als Nieuwendijk, Kalverstraat, Warmoesstraat, Nes, Damstraat en de Paleisstraat.
Aan het plein staan enkele markante gebouwen. Aan de westzijde het Paleis op de Dam, dat aanvankelijk als stadhuis diende (in gebruik genomen in 1655), maar sinds 1808 een koninklijk paleis is. Verder bevinden de Nieuwe Kerk en wassenbeeldenmuseum Madame Tussaud (1970) zich aan de Dam.
Aan de oostelijke kant van het plein bevindt zich het Nationaal Monument, dat in 1956 werd opgericht ter nagedachtenis van de slachtoffers van de Tweede Wereldoorlog. Eveneens aan de oostzijde van het plein bevindt zich Hotel Krasnapolsky. Aan de noordoostzijde staat de Amsterdamse vestiging van het warenhuis De Bijenkorf. De gebouwen maken de Dam tot een bekende toeristische trekpleister. 
De Dam staat ook bekend om de vele duiven die er 's zomers zijn.

## Geschiedenis
De Dam ontleent zijn naam aan de eigenlijke functie die het plein in het begin had: het was namelijk een dam in de Amstel, die tussen 1204 en 1275 werd gebouwd. De meest waarschijnlijke datum ligt tussen 1265 en 1275. De Dam vormde de eerste verbinding tussen de nederzettingen aan de Warmoesstraat en de Nieuwendijk aan weerszijden van de rivier. Er zat een sluis in de dam, waarmee schepen geschut konden worden en waarmee ook gespuid kon worden. Door af en toe het water met grote kracht richting IJ te laten stromen, werd de haven (het Damrak) uitgeschuurd.
De bovenkant van de dam werd geleidelijk breder, en de schutfunctie verdween. De dam werd groot genoeg voor een plein, dat de kern van de stad werd en waaromheen de stad zich verder ontwikkelde. Oorspronkelijk waren het twee pleinen. De eigenlijke dam heette Middeldam, het westelijke deel ontstond na 1390 en werd tot in de 16e eeuw Plaetse genoemd. 
In 1795 werd de naam tijdelijk veranderd in Revolutieplein en in de napoleontische tijd gedurende twee jaar in Napoleonplein (1811-1813).
Vanaf de 14e eeuw was de Dam niet alleen geografisch, maar ook bestuurlijk het centrum van de stad. Het Oude Stadhuis van Amsterdam stond aan de westkant van de Plaetse, tussen de Nieuwendijk en de Kalverstraat. Vanuit hier gemeten stonden in alle richtingen op 7,3 kilometer de banpalen die aangaven, dat hier het rechtsgebied van Amsterdam eindigde. Toen het oude stadhuis in 1652 door brand werd verwoest, was hier het nieuwe stadhuis al in aanbouw. In het stadhuis zetelde behalve het stadsbestuur ook de vierschaar; in de kelders waren cellen voor bewaring en plaatsen voor verhoor (marteling) van verdachten. Buiten vond de executie van straffen plaats op een tevoren opgebouwd schavot: onthoofding of ophanging, uitvoering van lijfstraffen en aan de kaak stelling. De laatste executie vond plaats in 1854.
Ten noorden van het stadhuis verrees vanaf 1408 de Nieuwe Kerk, die tot in de 17e eeuw werd uitgebreid en verfraaid. Tegenwoordig domineert dit gebouw de noordwestzijde van de Dam.
Een gedeelte van de Dam aan de zijde van De Bijenkorf heeft sinds de 14e eeuw de naam Vissersdam gedragen, omdat hier vis werd verhandeld. Hier werd tot 1841 op de vismarkt de haring vanaf zee aangevoerd en verkocht aan de haringpakkers. Het deel aan het Rokin heette Vijgendam. Beide namen zijn in 1957 vervallen. Sindsdien strekt de Dam zich uit van de Mozes en Aäronstraat tot aan de Damstraat.
Als marktplein had de Dam vanaf 1341 een waag, die in 1565 werd vervangen door een nieuw gebouw. In 1808 echter werd de Waag – niet te verwarren met de thans als de Waag bekende voormalige Sint Anthoniespoort op de Nieuwmarkt – afgebroken. Dit gebeurde op last van Lodewijk Napoleon, die toen zijn intrek nam in het Paleis op de Dam en zijn uitzicht belemmerd zag.
Schepen konden tot 1841 aanmeren bij de Dam om goederen te laden en te lossen, totdat het huidige Damrak werd gedempt ten zuiden van de Oudebrugsteeg. Op het meest zuidelijke deel moest tussen 1841 en 1845 de vismarkt wijken voor de Beurs van Zocher. Na de bouw van de Beurs van Berlage, in 1903, werd de beurs van Zocher gesloopt. Hier staat sinds 1914 De Bijenkorf.
Op de hoek van de Kalverstraat en de Paleisstraat verrees in 1870 het gebouw van De Groote Club, met daarin vanaf 1881 ook Nederlands eerste  telefooncentrale. In 1914 werd dit bouwwerk vervangen door het huidige gebouw. Tussen de Kalverstraat en het Rokin verdween in hetzelfde jaar de oude bebouwing, waaronder het door John Thomas Hitchcock gebouwde
'Zeemanshoop' en werd in 1917 het nieuwe gebouw van Peek & Cloppenburg geopend. Sinds 1991 bevindt zicht hier ook de Amsterdamse vestiging van Madame Tussauds.

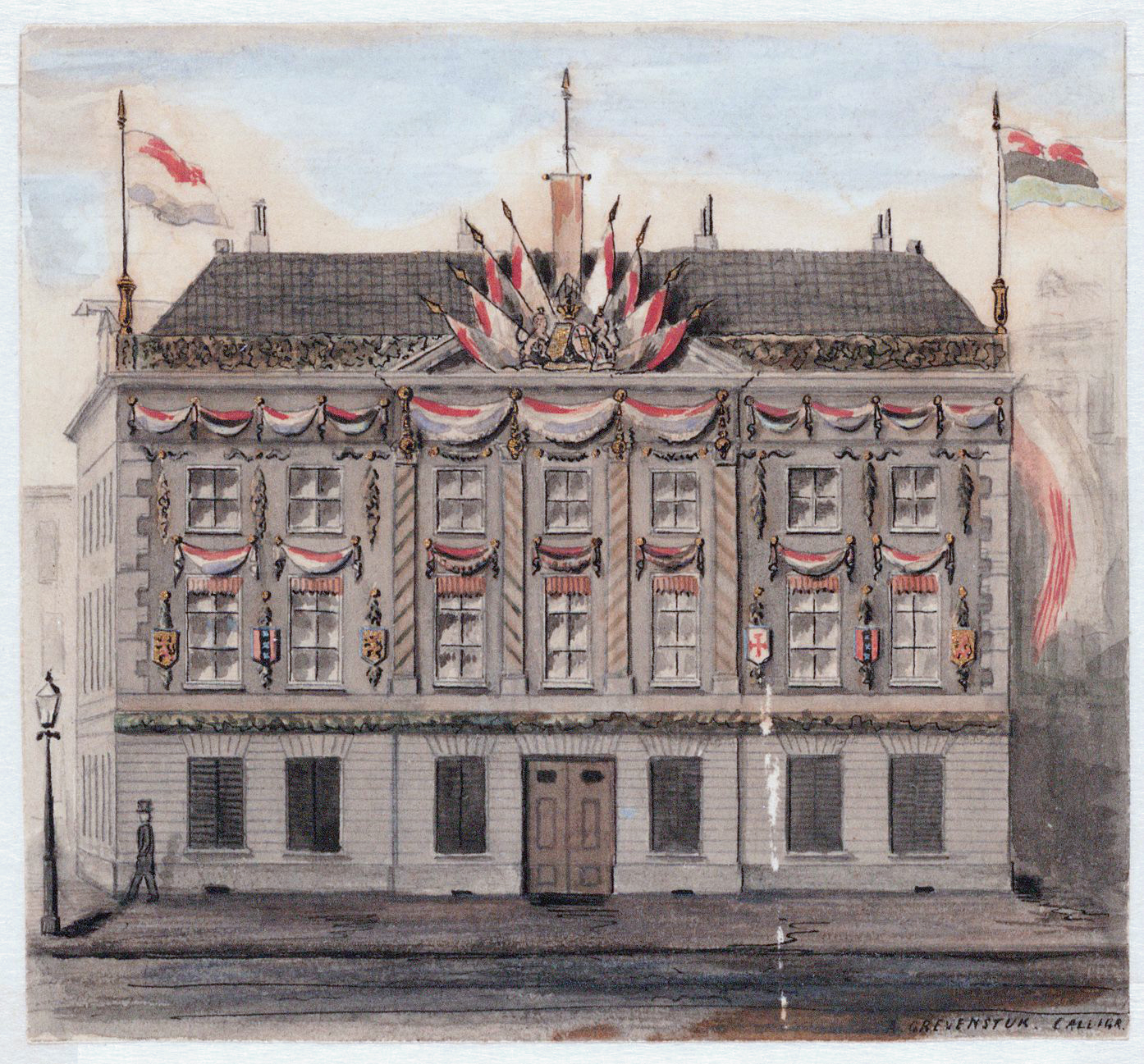
De versiering van het Commandantshuis ter ere van het huwelijk van Willem III en Emma van Waldeck-Pyrmont (1879)

Het deel tussen Warmoesstraat en Nes was tot in het begin van de 20e eeuw een complex van huisjes en steegjes. Aan de kant van Dam stond tot 1912 het in 1774-1775 door stadsbouwmeester Jacob Eduard de Witte gebouwde Commandantshuis. Ook het Beurspoortje, dat toegang gaf tot het Rokin, werd toen gesloopt. In 1913 werd aan de Warmoesstraat het 'Polmanhuis ' gebouwd. In 1950 werd dit inmiddels aan de Dam gelegen huis verworven door Hotel Krasnapolsky en verbouwd tot hotel; het wordt hierdoor de nieuwe entree van het hotel aan de Dam.

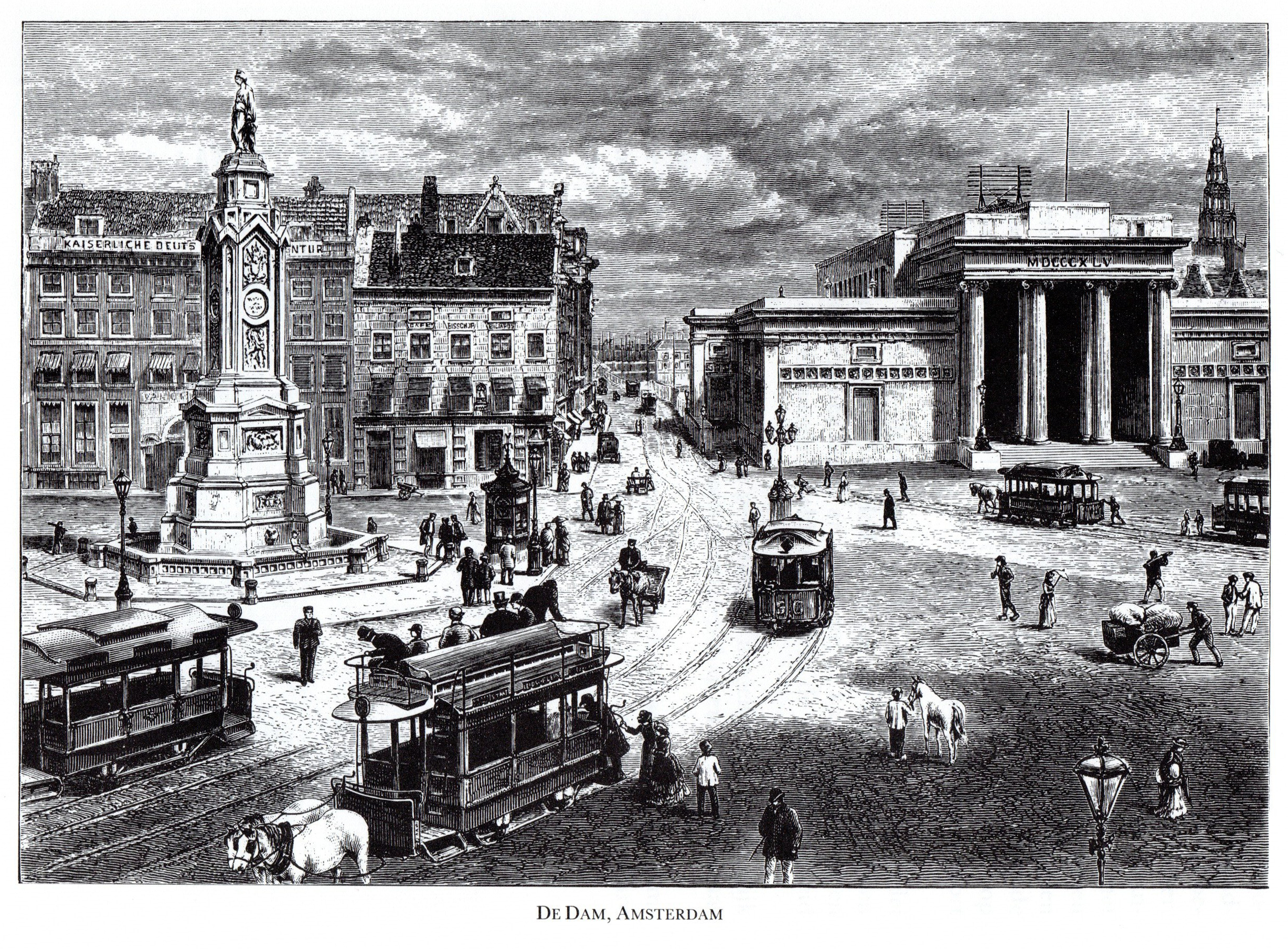
De Dam rond 1887 door Richard Lovett M.A.

Sinds 1916 wordt de zuidoosthoek van de Dam beheerst door het Gebouw Industria van de De Industrieele Club, thans Koninklijke Industrieele Groote Club. Voor het terrein tussen dit gebouw en de Bijenkorf waren ook plannen voor nieuwbouw, een hotel, kantoor of nog een warenhuis. Na jarenlang een modderige bouwput te zijn geweest werd in 1925 hier het Damplantsoen aangelegd. Dit maakte in 1947 plaats voor het voorlopige monument en vanaf 1956 voor het definitieve Nationaal Monument.
Van 1856 tot 1914 stond op de Dam voor het Paleis het beeld De Eendracht, ook wel bekend als 'Naatje van de Dam'. Nadat dit monument vanwege het verval en verlegging van tramsporen was verwijderd, werd het deel tussen Kalverstraat en Nieuwendijk een groot plein.
De tramlijnen 4 en 14 passeren de Dam en hebben er een halte staduitwaarts. Stadinwaarts ligt de halte bij het Beursplein. In de tijd van de paardentram (eind 19e eeuw) was de Dam het belangrijkste tramknooppunt van Amsterdam. Na 1904 verschoof deze functie naar het Stationsplein. Metrolijn 52 rijdt onder de Dam in een diep gelegen tunnel.

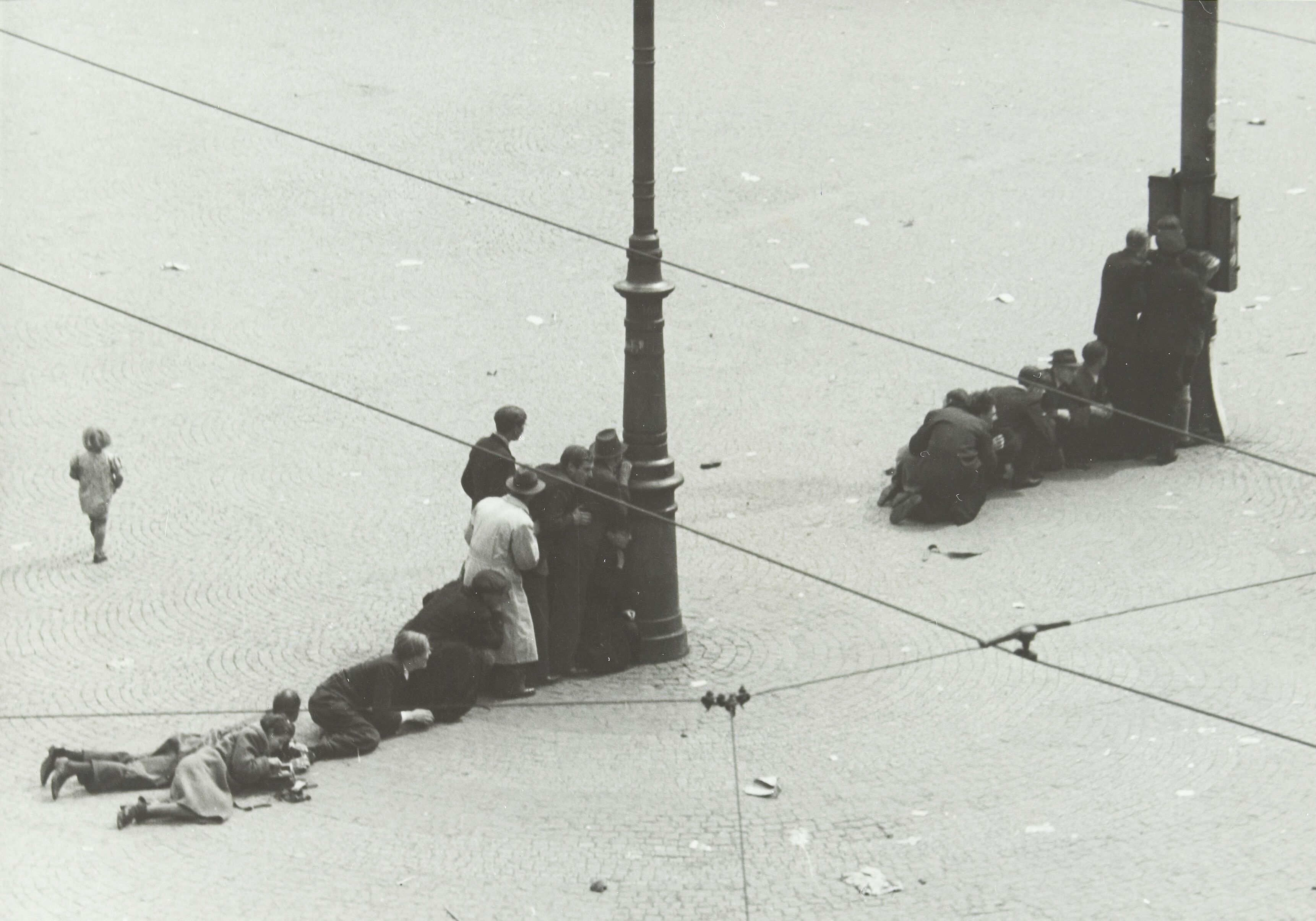
Mensen zoeken dekking tijdens de schietpartij op 7 mei 1945

Op 7 mei 1945, kort na het einde van de Tweede Wereldoorlog in Nederland, vond een bloedbad op de Dam plaats toen Duitse soldaten het vuur openden op een feestvierende menigte. Er vielen 32 doden en meer dan 100 gewonden.
Na de oorlog werd het Damplantsoen ter beschikking gesteld voor een Nationaal Monument. In 1946 kwam Winston Churchill naar de Dam, waar hij door circa 30.000 mensen werd toegejuicht. In 1947 werd tijdelijk een halfronde colonnade geplaatst waarin zich 11 urnen bevonden van fusilladeplaatsen uit de elf provincies, in 1950 aangevuld met een urn uit toenmalig Nederlands-Indië. Jaarlijks op 4 mei vindt op de Dam de Nationale Dodenherdenking plaats, waarvoor in 1956 het huidige Nationaal Monument, de laatste toevoeging aan het plein, werd opgericht.
In de 19e en 20e eeuw ontwikkelde de Dam zich van Amsterdams handelsplein naar een 'nationaal' plein, dat bij vrijwel iedere Nederlander bekend is.

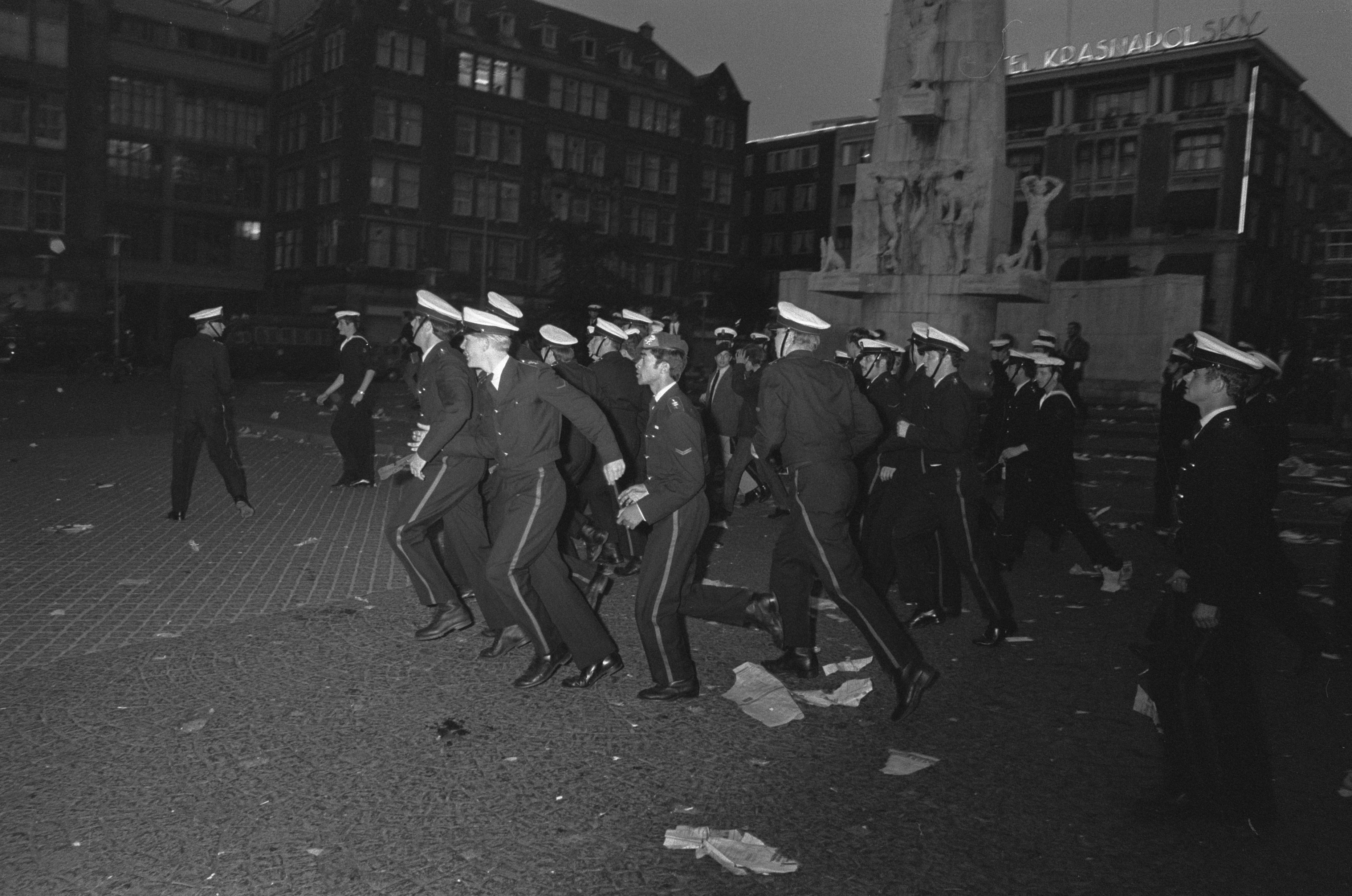
Mariniers verwijderen Damslapers

Op en rond de Dam braken tijdens de 'bouwvakkersopstand' van juni 1966 ernstige onlusten uit. In 1969 en 1970 was Amsterdam het centrum van de hippiecultuur. Veel hippies en alternatieve jongeren overnachtten in slaapzakken rond het Nationaal Monument, waaraan talloze burgers, onder wie oud-verzetsstrijders, aanstoot namen. Op 24 augustus 1970 werd het Damslapen verboden, waarna rellen uitbraken. De volgende avond werd de Dam door mariniers en vlootpersoneel van de Koninklijke Marine in een 'spontane' actie (illegaal) schoongeveegd, waarna de hippies zich verplaatsten naar het Vondelpark wat door de autoriteiten gedoogd werd.
In het voorjaar van 1978 stond de Reus op de Dam.
De Dam is in de laatste twee eeuwen vaak locatie geweest van demonstraties en evenementen van allerlei aard. Ook wanneer er geen manifestaties plaatsvinden is de Dam een ontmoetingsplaats voor veel mensen. In het voorjaar en het najaar wordt op het westelijk gedeelte van de Dam een kermis gehouden.
In 2001 is de Dam geheel opnieuw bestraat, waarbij het asfalt van voorheen verdween en het plein nu een grote vlakte van keitjes is. Het gedeelte voor het Paleis is daarbij iets verhoogd aangelegd.
In 2010 werden onder de Dam door twee tunnelbuizen geboord voor de Noord/Zuidlijn van de metro.
Sinds 2016 is Ripley's Believe It or Not! gevestigd aan de Dam.

## Canon van Amsterdam
- De Dam is venster nummer 1 van de Canon van Amsterdam.

## Afbeeldingen

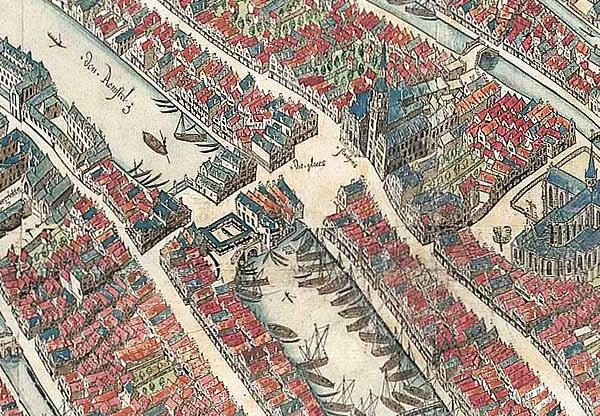
Dam, detail van de plattegrond van Cornelis Anthonisz. uit 1544.
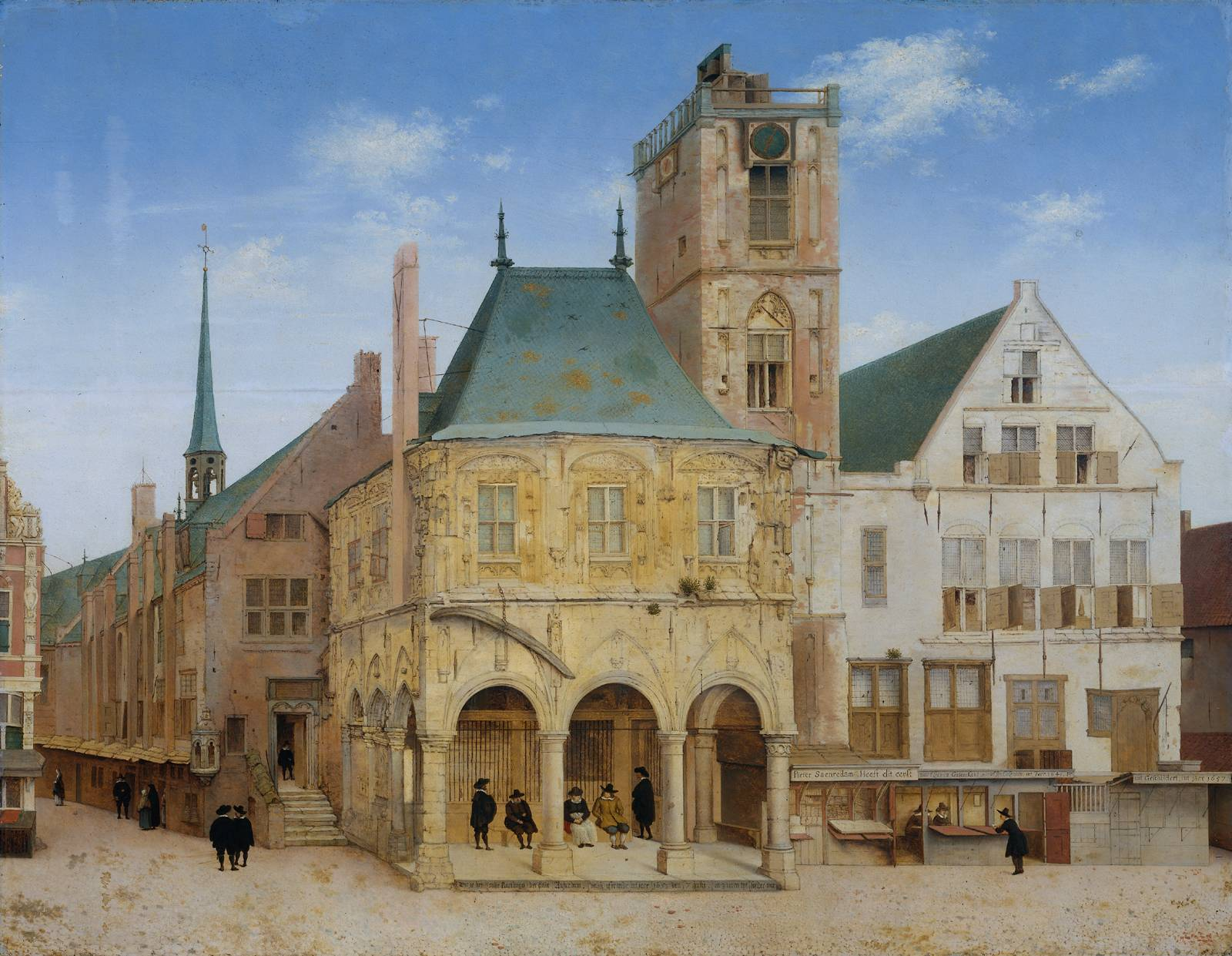
Het Oude Stadhuis van Amsterdam aan de Plaetse; voor 1652.
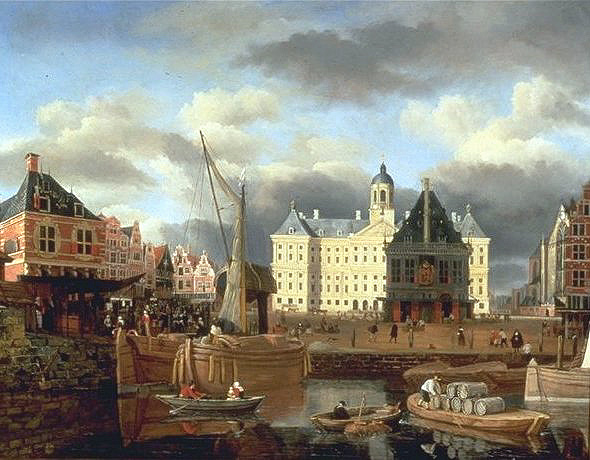
Dam gezien vanaf het Damrak, met het nieuwe stadhuis op de achtergrond; 17e eeuw.
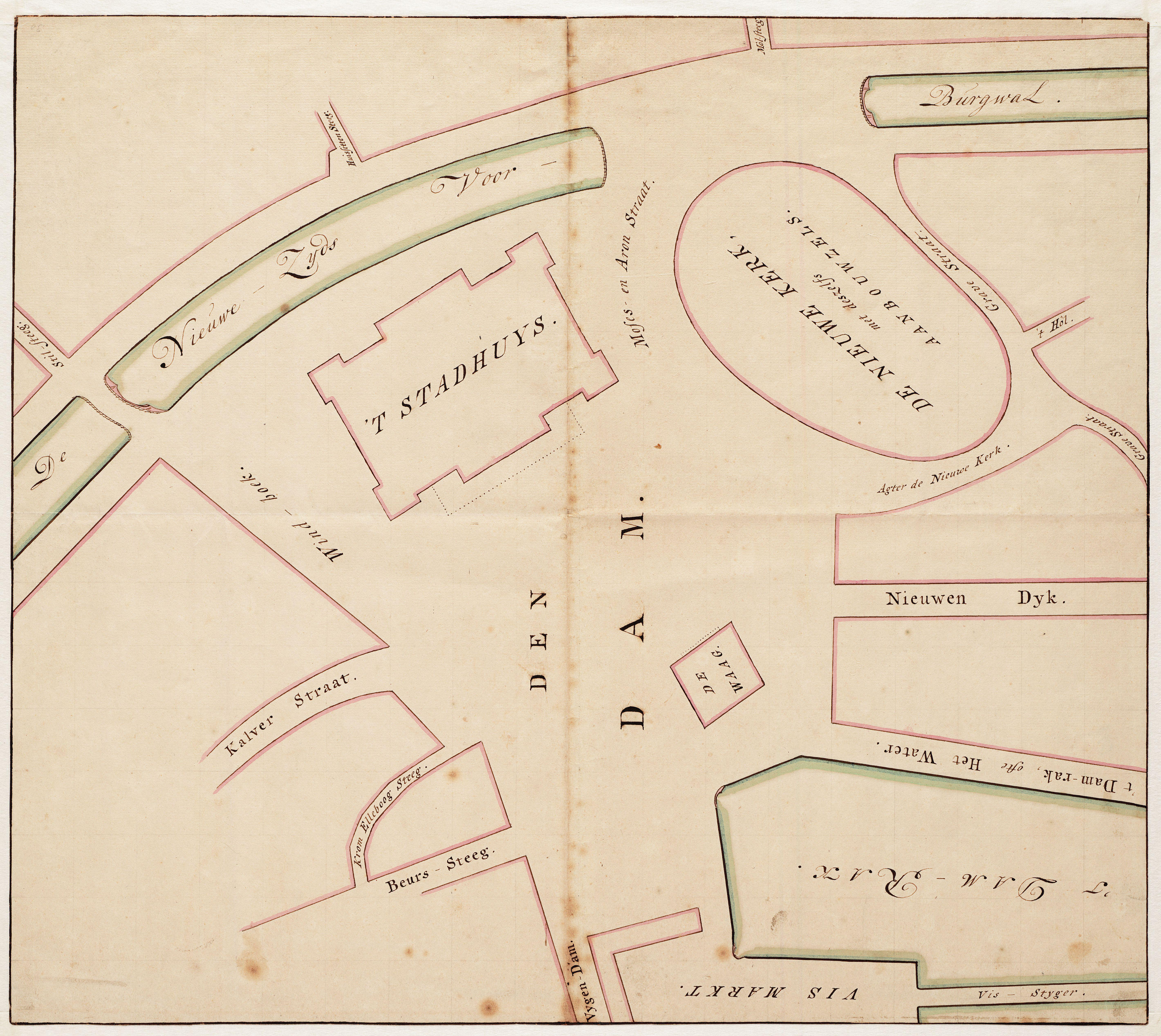
Plattegrond van de Dam; circa 1700. Stadsarchief Amsterdam, Collectie Atlas Splitgerber.
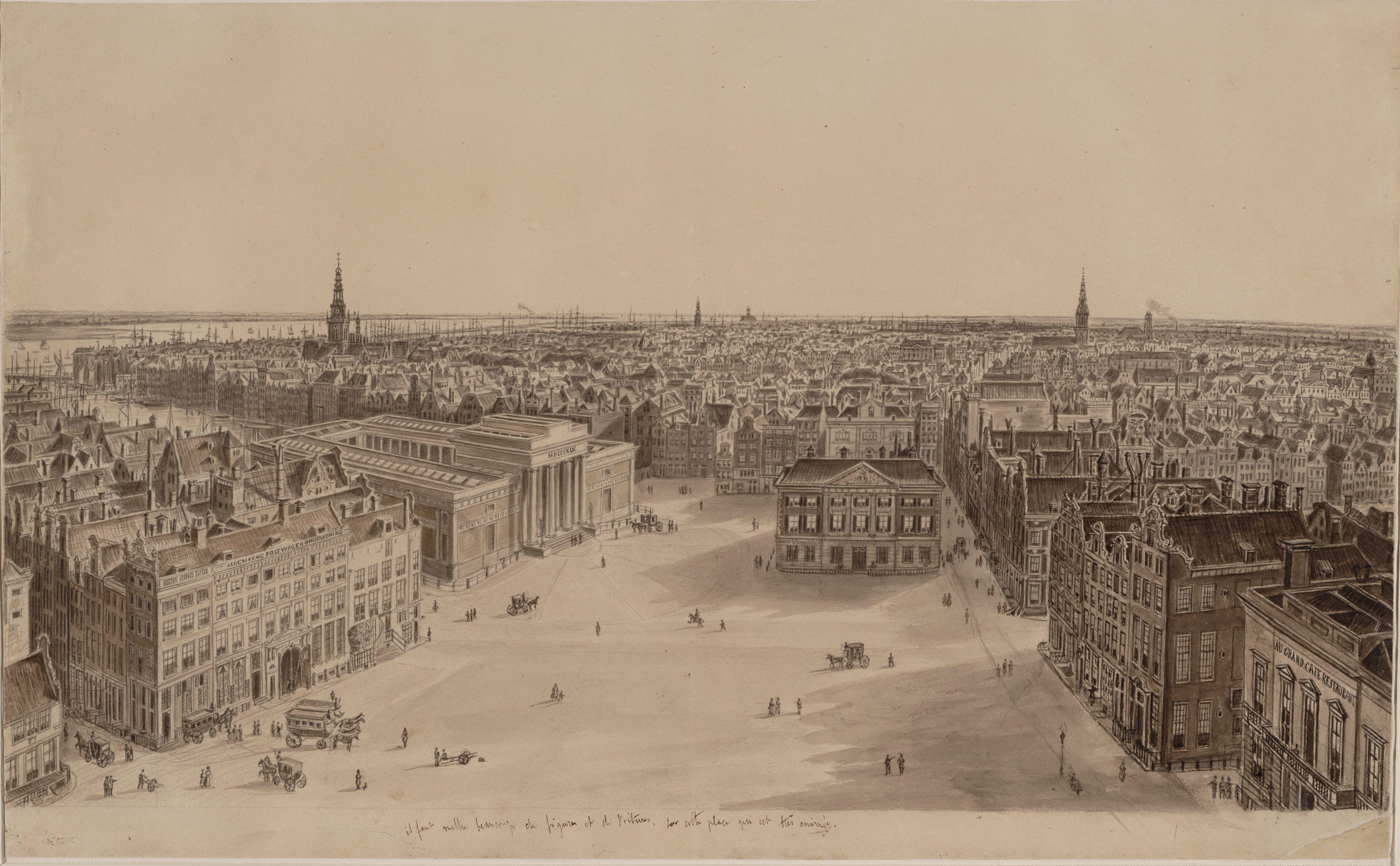
Oostzijde Dam met links de Beurs van Zocher en rechts de Vijgendam met het Commandantshuis; 19e eeuw.
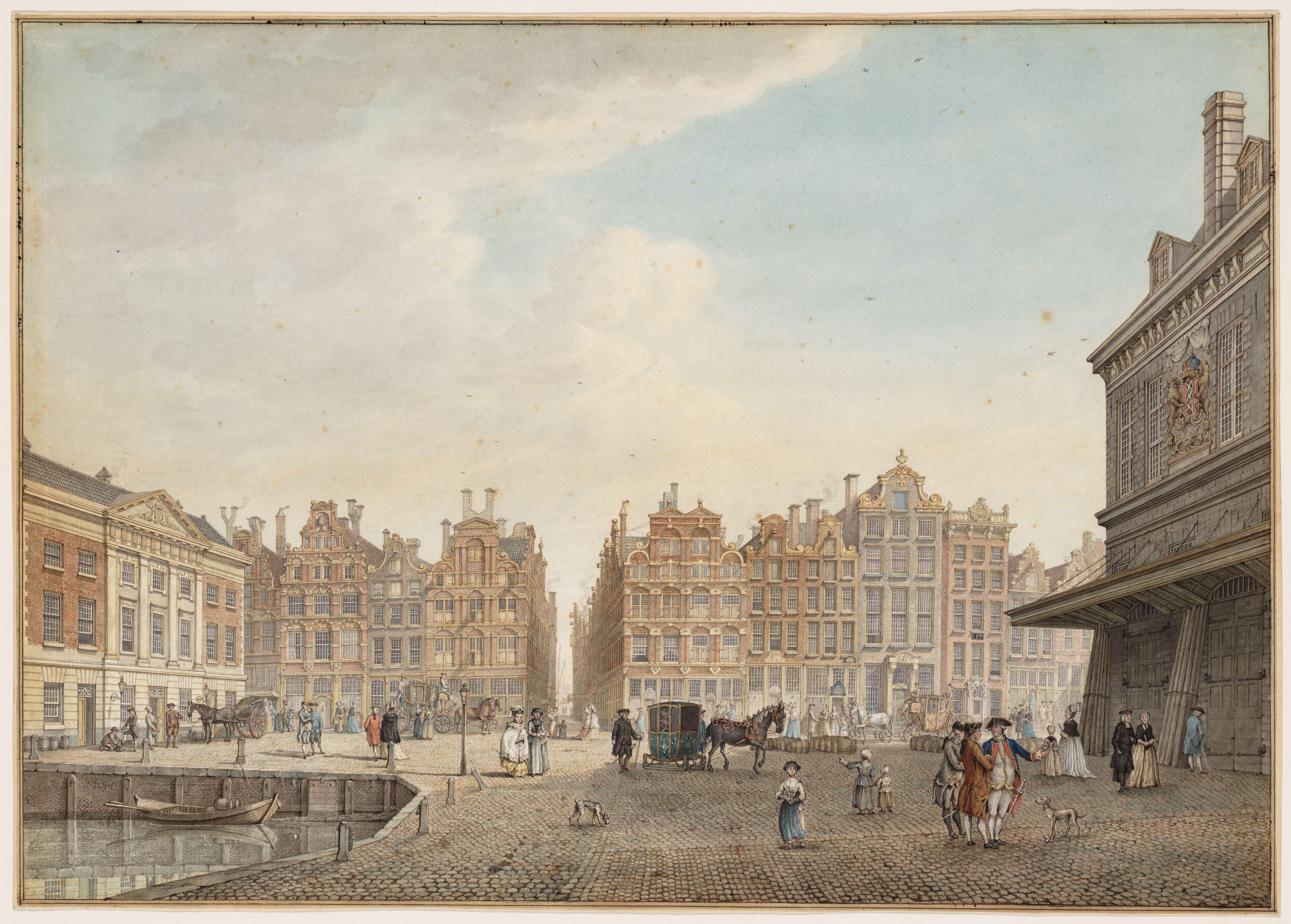
Zuidzijde van de Dam omstreeks 1779 met links het Commandantshuis en in het midden de Beurssteeg, die toegang gaf tot het Rokin.
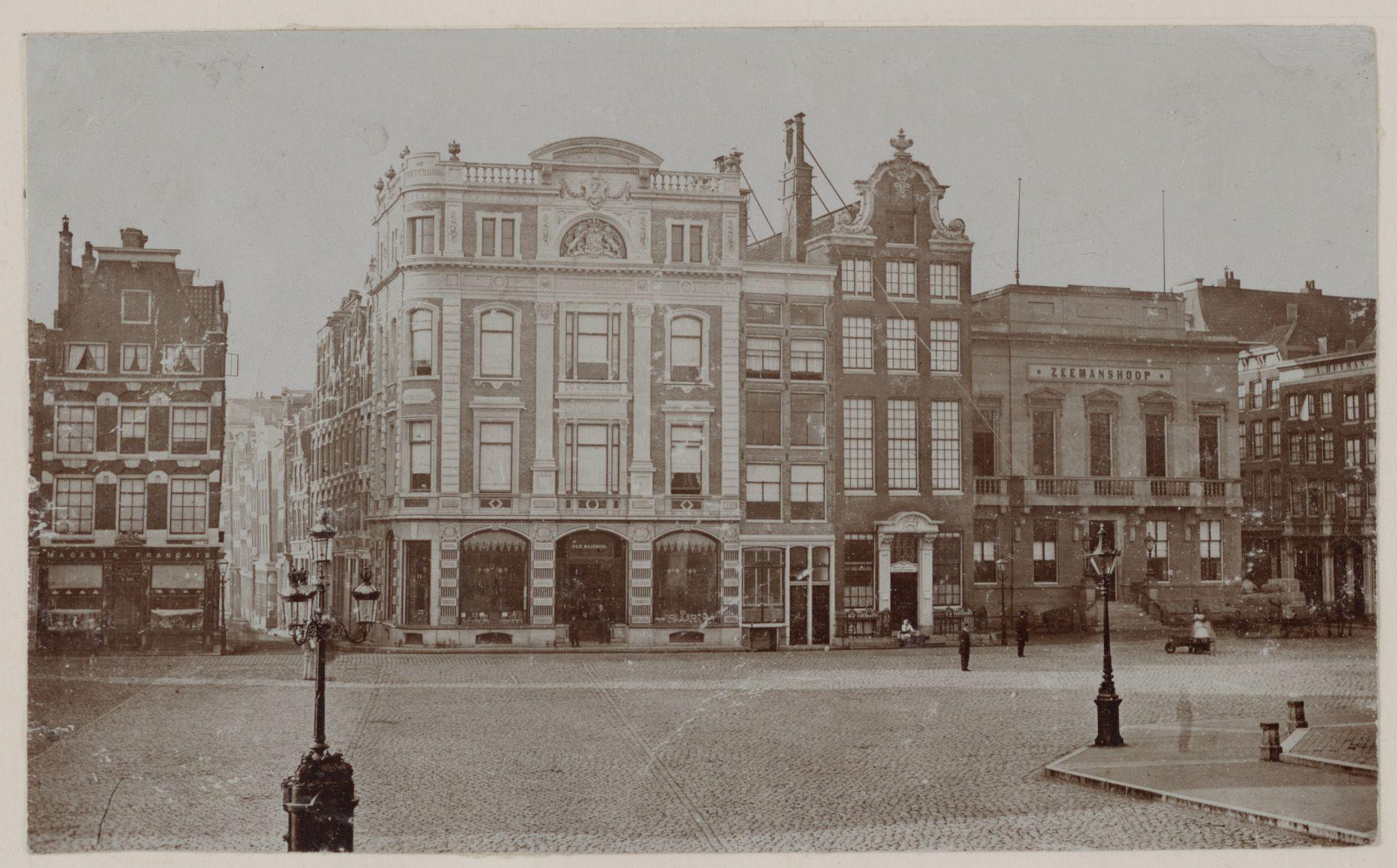
Zuidzijde van de Dam omstreeks 1860 met links de Beurssteeg en rechts gebouw 'Zeemanshoop' en de Kalverstraat.
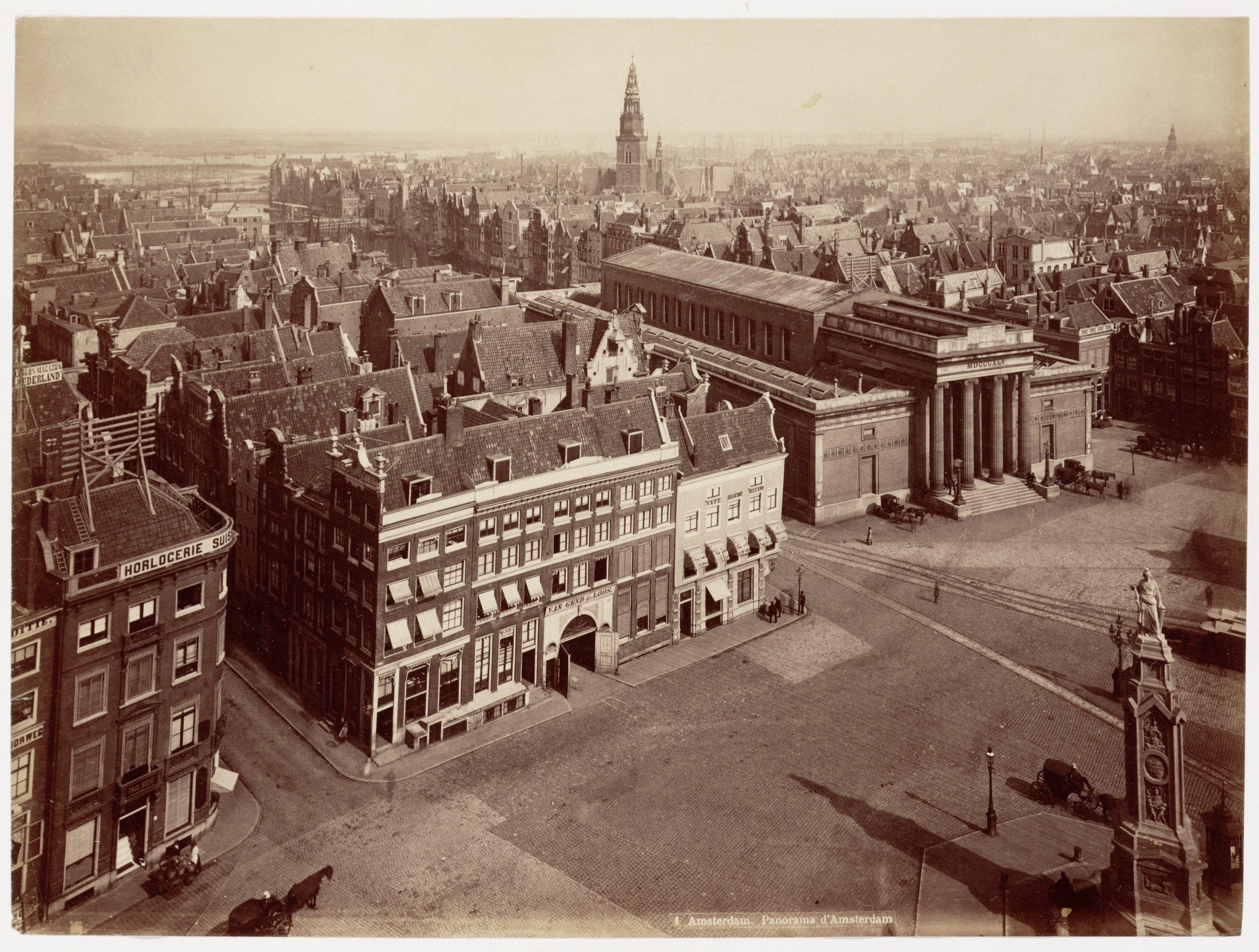
Noordzijde van de Dam met in het midden het oude kantoor van Van Gend & Loos, rechts de Beurs van Zocher en op de voorgrond Naatje van de Dam.
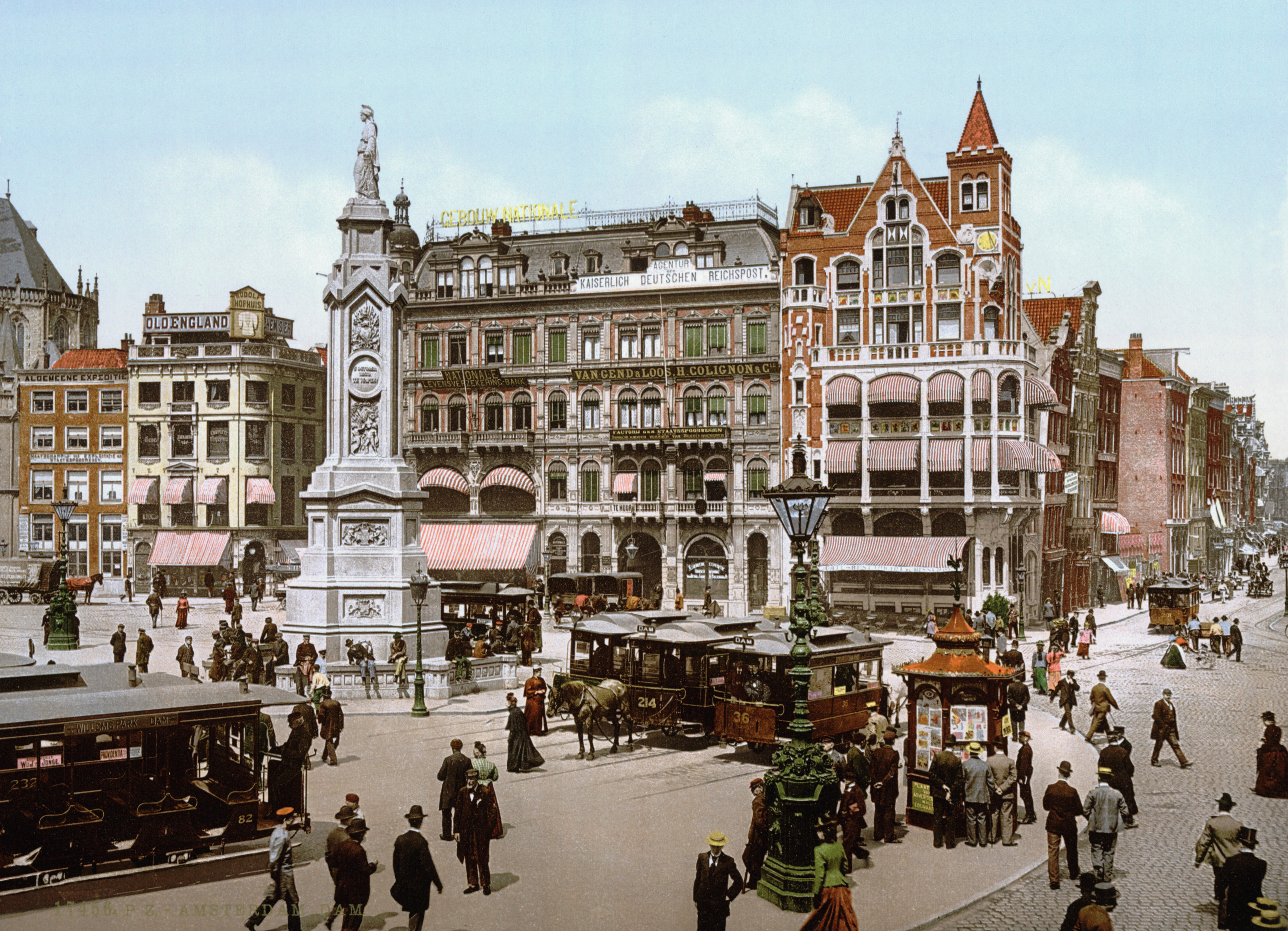
De Dam was eind 19e eeuw het middelpunt van de paardentrams in Amsterdam.
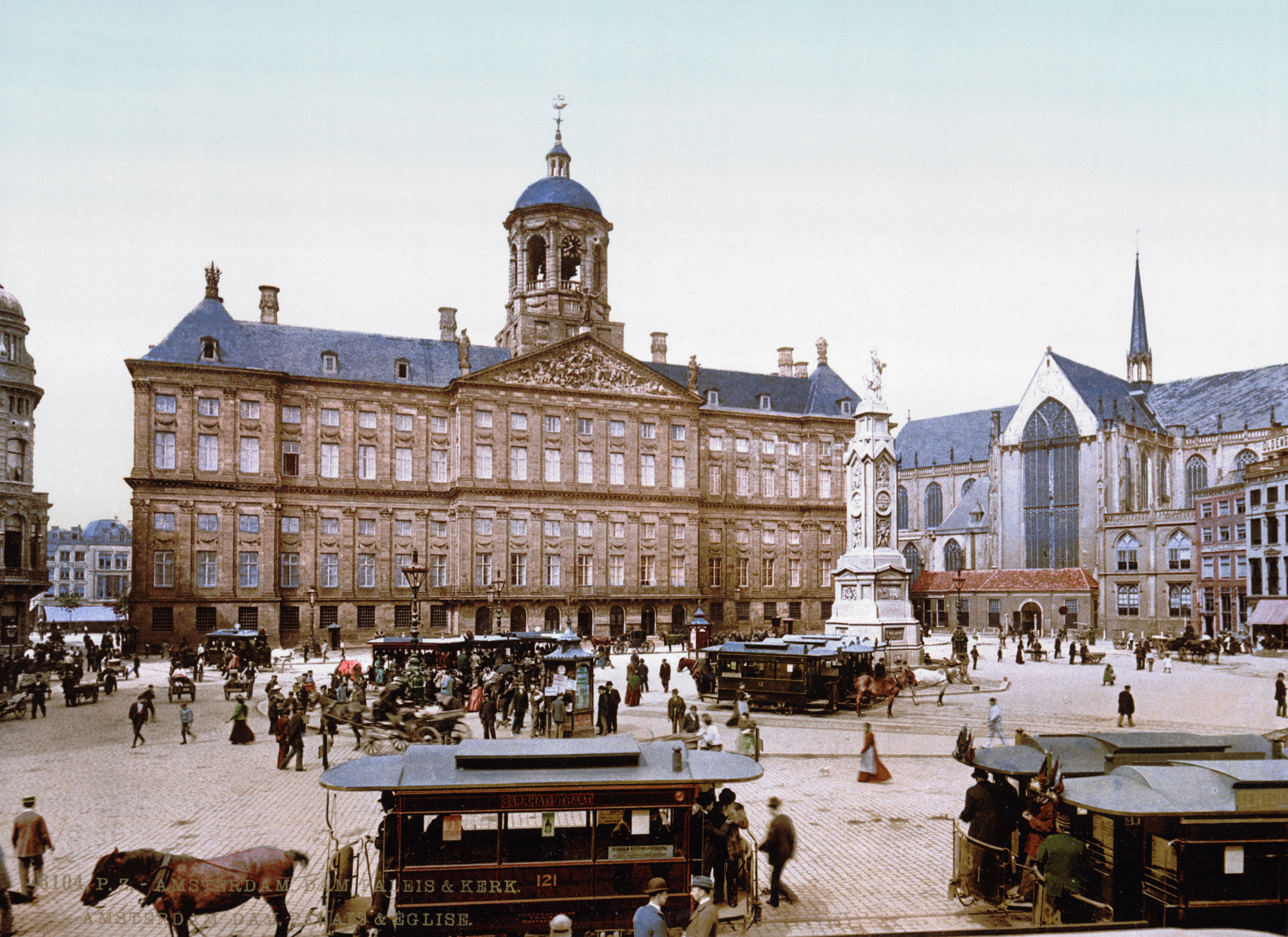
De Dam omstreeks 1900 met het Paleis en de Nieuwe Kerk en Naatje op Dam, omringd door paardentrams.
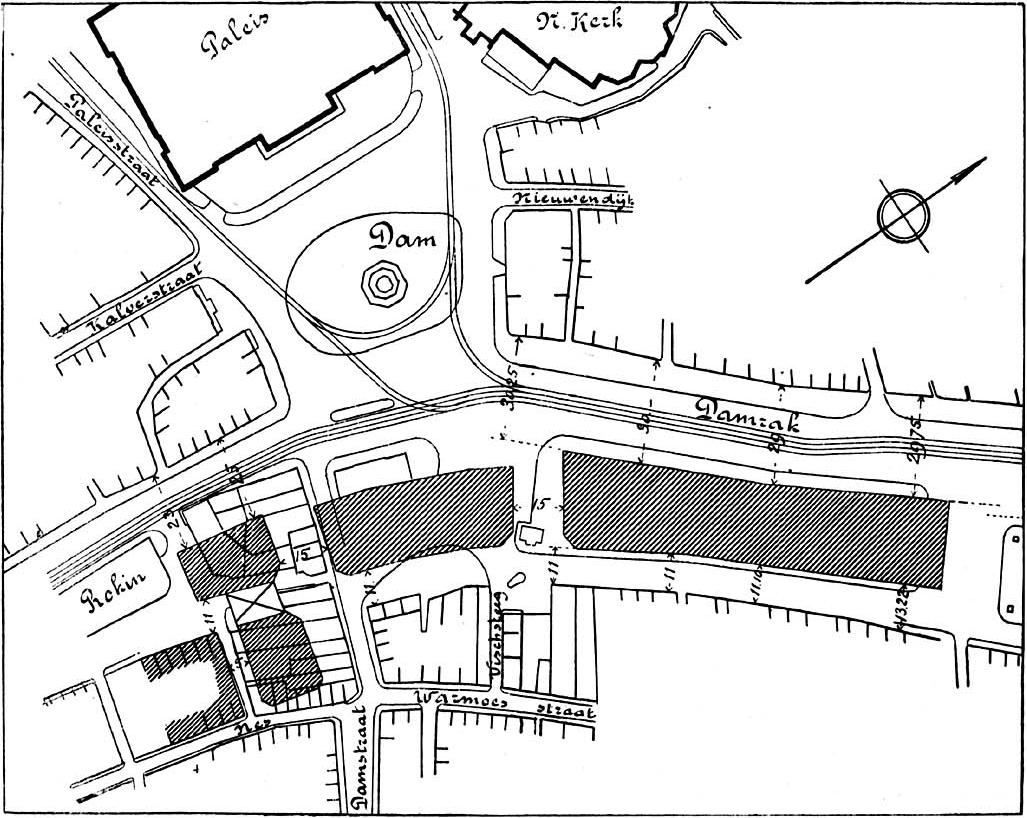
Schets van het Damplan uit 1909 voor bebouwing van de oostkant van de Dam.
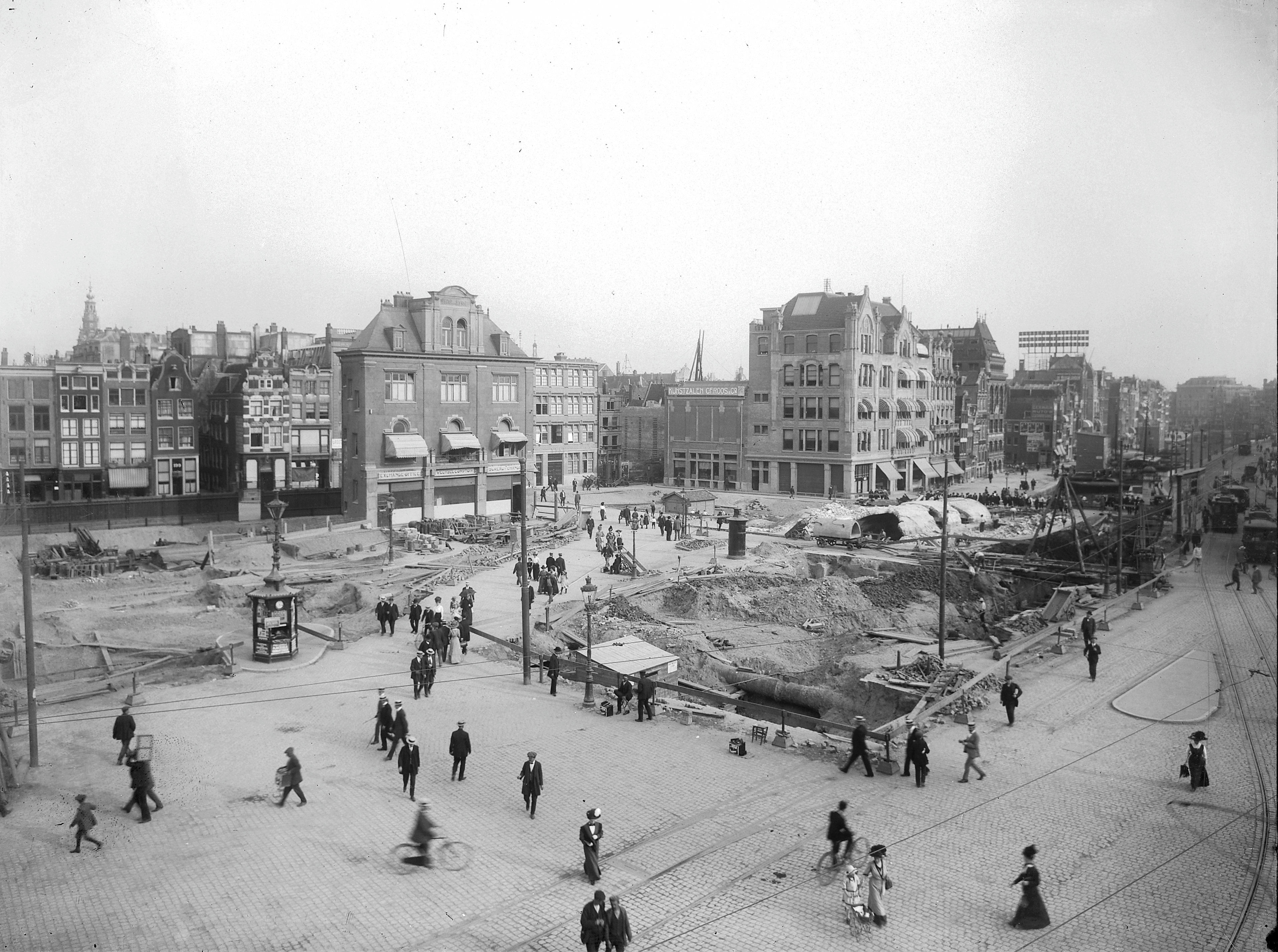
Zicht op het Rokin na afbraak van de huizen aan de Vijgendam en het Commandantshuis; 1912. Hier verrees later Gebouw Industria.
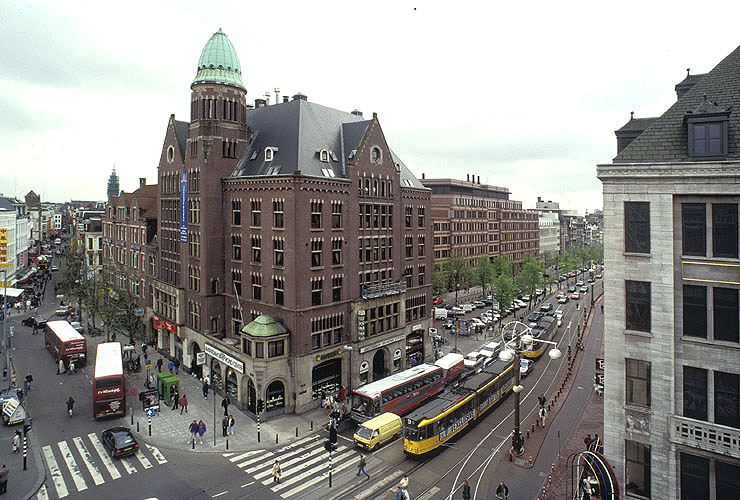
Gebouw Industria aan de zuidoostzijde van de Dam. Rechts de toegang tot het Rokin.
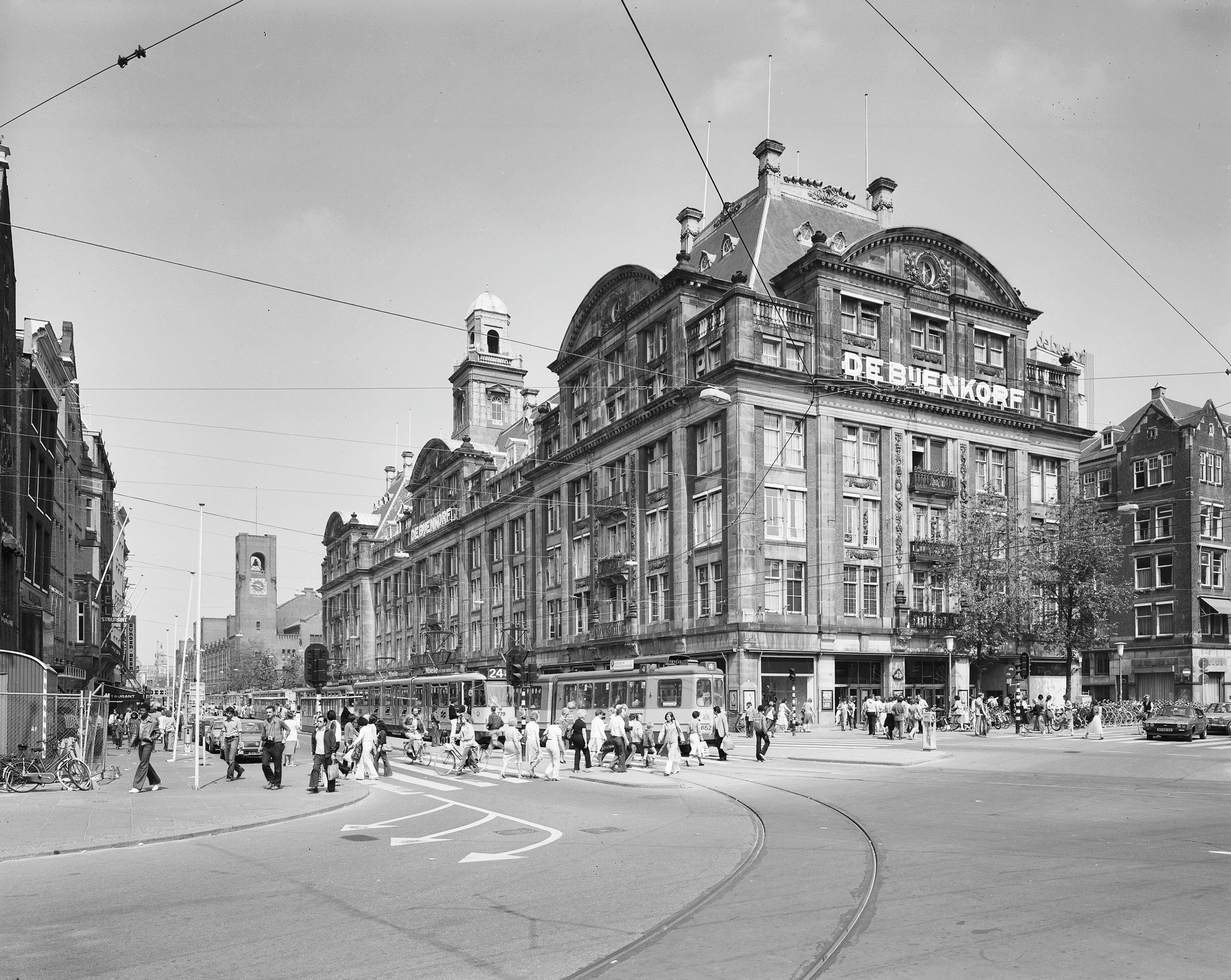
De Bijenkorf op de hoek van het Damrak; 1979.
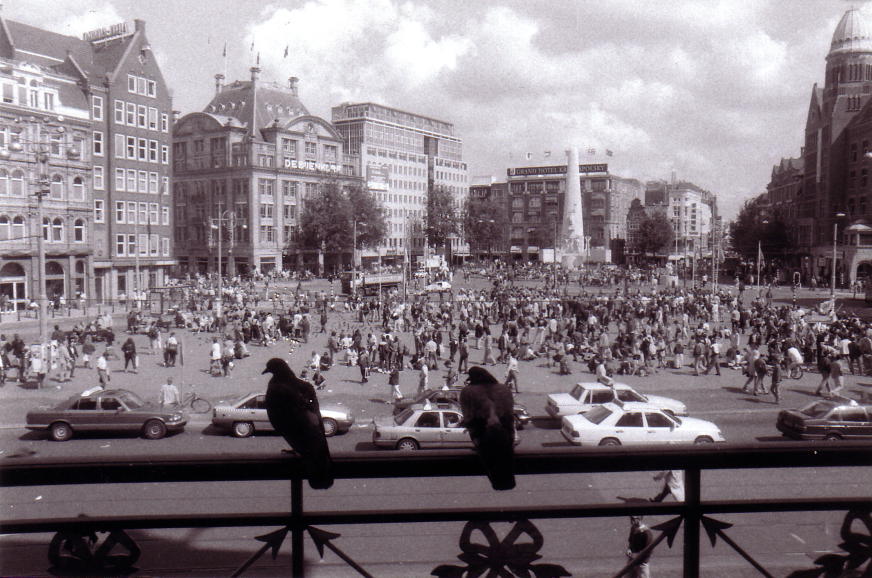
Aanblik van de Dam rond 1992 gezien vanaf het balkon van het paleis.
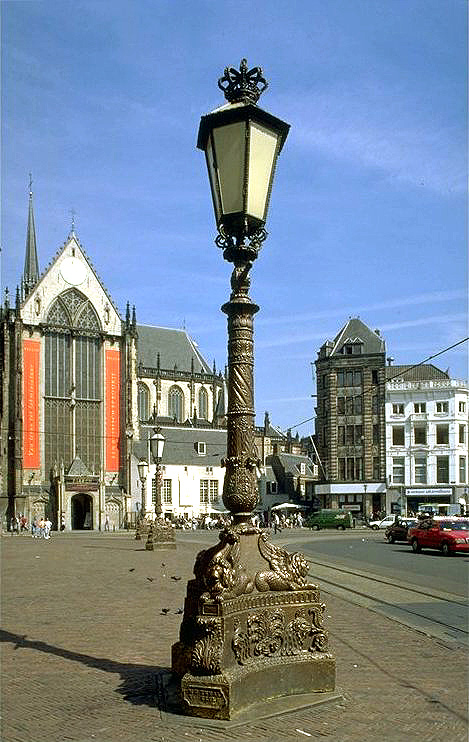
Een van de monumentale Paleislantaarns, die op de Dam voor het Paleis staan.
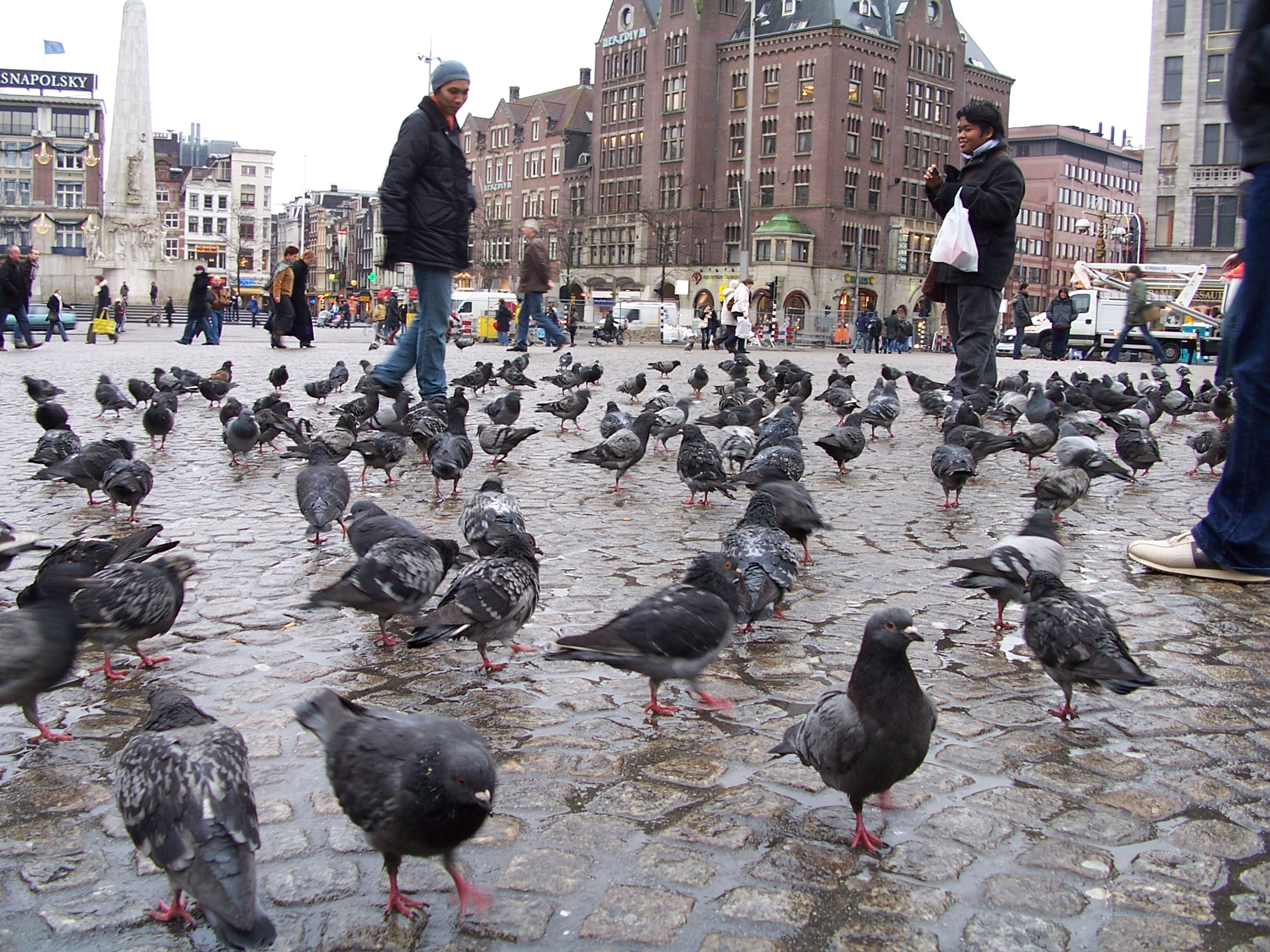
De duiven op de Dam.
- Plechtigheid op de Dam rond het vertrek van een groep Jeugdstormers naar Ostland, waar ze de boeren zullen helpen bij het werk.